# Walter Hallstein
Pour les articles homonymes, voir Hallstein (homonymie).
Walter Hallstein, né le 17 novembre 1901 à Mayence (Rhénanie-Palatinat) et mort le 29 mars 1982 à Stuttgart (Bade-Wurtemberg), est un professeur et haut fonctionnaire, puis, après 1950, un diplomate et homme politique chrétien-démocrate allemand.
Il fut le premier président de la Commission des Communautés européennes et est également considéré comme l'un des « Pères de l'Europe ».
Hallstein a commencé sa carrière universitaire avant la Seconde Guerre mondiale en devenant le plus jeune professeur de droit d'Allemagne à 29 ans, puis nommé doyen de l'université de Rostock à l'âge de 34 ans (en 1936).    
Durant la guerre, il fut officier de la Wehrmacht en France. Capturé par les troupes américaines en 1944 à Cherbourg, il vécut la fin du conflit dans un camp de prisonniers de guerre aux États-Unis. Après la guerre, il fut professeur invité à l'université de Georgetown, à Washington, avant de revenir en Allemagne où il reprit sa carrière universitaire jusqu'à ce qu'il commence une carrière diplomatique en 1950. Il devint alors le principal fonctionnaire de l'office des Affaires étrangères où il donna son nom à la doctrine Hallstein, la politique ouest-allemande visant à isoler diplomatiquement la RDA. 
Défenseur d'une Europe fédérale, Hallstein a joué un rôle clef dans l'intégration européenne et dans la réhabilitation de l'Allemagne de l'Ouest après la guerre, s'opposant au ministre fédéral de l'Économie Ludwig Erhard sur le chemin à prendre pour promouvoir l'intégration européenne. Il fut l'un des architectes de la Communauté européenne du charbon et de l'acier (CECA) et premier président de la Commission de la Communauté économique européenne (CEE), qui deviendra plus tard l'Union européenne. Il occupa cette fonction de 1958 à 1967 et resta le seul Allemand à avoir exercé cette fonction jusqu’à la nomination d’Ursula von der Leyen en 2019.
Hallstein démissionna après un désaccord avec le président français Charles de Gaulle, et se tourna vers la politique interne allemande en devenant membre du Bundestag. Il devint, parallèlement, président du Mouvement européen. Il est l'auteur de livres, d'articles et de discours sur l'intégration européenne et sur les Communautés européennes.

## Biographie

### Jeunesse et carrière pré-universitaire (1901-1942)
Walter Hallstein est né le 17 novembre 1901 à Mayence,,. Après avoir fait son école primaire à Darmstadt, il entra dans un gymnasium à Mayence où il resta de 1913 jusqu'à son Abitur en 1920.

#### Étudiant et carrière pré-universitaire (1920–1927)
À partir de 1920, Hallstein a étudié le droit à l'université de Bonn puis entra à l'université Louis-et-Maximilien de Munich et par la suite à l'université Humboldt de Berlin. Il se spécialisa dans le droit international privé et écrivit sa thèse de doctorat sur les aspects commerciaux du traité de Versailles. Il obtint son doctorat de l'université Frédéric-Guillaume de Berlin en 1925  – à l'âge de 23 ans. De 1923 à 1926, il devint clerc à la Kammergericht et en 1927, après avoir passé l'examen d'assesseur, il devint brièvement juge. 

#### Carrière universitaire et période d'avant-guerre
Il devint alors professeur à l'Institut de l'Empereur Guillaume pour le droit privé étranger et international à Berlin, où il se spécialisa dans le droit commercial comparé et le droit des entreprises en travaillant pour Martin Wolff, un académicien spécialisé dans le droit commercial. Il y resta jusqu'à en 1930. En 1929, il obtint son habilitation universitaire de l'université de Berlin, à la suite d'une thèse en droit des entreprises,. En 1930, à l'âge de 29 ans, il fut nommé professeur de droit privé et de droit des entreprises à l'université de Rostock,, devenant ainsi le plus jeune professeur de droit d'Allemagne. 
En 1935, à l'âge de 34 ans, il effectue un service militaire volontaire dans l'artillerie, alors qu'il est déjà Prodekan (Vice-Doyen) d'Université. Entre 1936 et 1939, il suit plusieurs formations militaires et devient officier de réserve. 
Il resta à Rostock jusqu'en 1941 y devenant en 1936 haut-fonctionnaire en qualité de Dekan (Doyen).
Hallstein n'était pas membre du Parti national-socialiste ni du Sturmabteilung. Il était en revanche, à l'instar de beaucoup d'autres juristes, membre de diverses organisations professionnelles prises en mains par le régime nazi telles que l'Association national-socialiste des enseignants (Nationalsozialistischer Lehrerbund), l'Association des juristes nationaux-socialistes (Nationalsozialistischer Rechtswahrerbund), l'Association allemande national-socialiste des maîtres de Conférence (Nationalsozialistischer Deutscher Dozentenbund) et l'Association national-socialiste de protection des civils face aux raids aériens (Nationalsozialistischer Luftschutzbund). Cette appartenance résulte de la prise de contrôle par le régime nazi des associations professionnelles et civiques lors de la Gleichschaltung (« mise au pas » ou « alignement »). De ce fait, la simple appartenance à une association professionnelle signifiait qu'il était membre d'une association contrôlée par le régime nazi. 
Mais il est reconnu pour avoir gardé ses distances avec les nazis, dont il rejetait l'idéologie,. En 1941, des officiers nazis se sont opposés à sa nomination comme professeur de droit à l'université de Francfort, mais sa candidature fut soutenue par les autres professeurs et universitaires et il devint finalement recteur de la faculté en 1946.

### Officier et prisonnier de guerre (1942-1945)

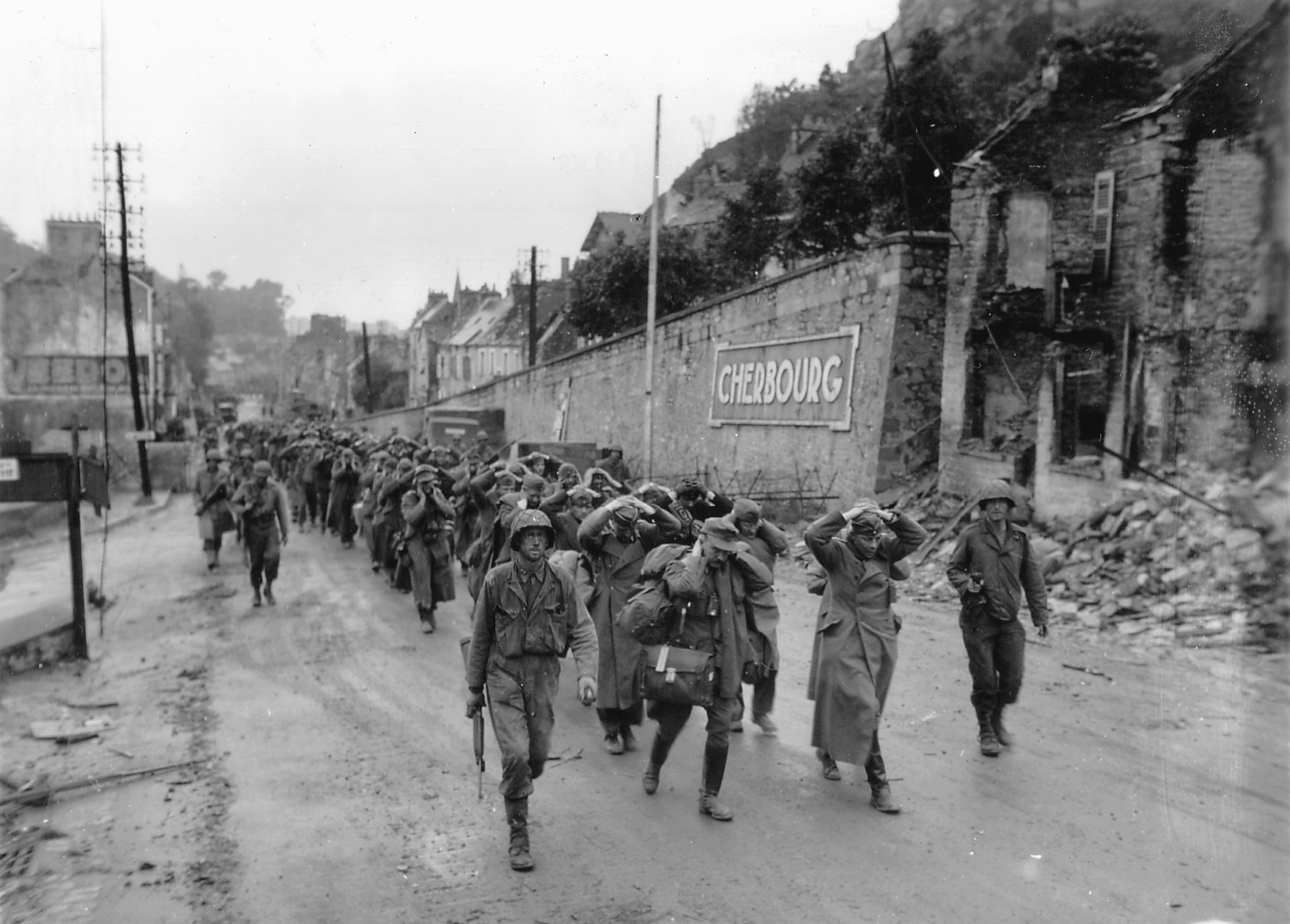
Hallstein fut fait prisonnier de guerre à la bataille de Cherbourg de juin 1944.

En 1942, Hallstein, alors officier de réserve, fut mobilisé dans l'artillerie dans le nord de la France avec le grade de premier lieutenant (Oberleutnant). Il occupait alors la fonction d'officier administratif (Ordonnanzoffizier). Sa candidature à la fonction de Nationalsozialistischer Führungsoffizier (officier-instructeur en national-socialisme) est proposée début 1944 par l'université de Francfort,. Le 26 juin 1944, durant la bataille de Cherbourg, il est capturé par les Américains et envoyé au camp Como, un camp de prisonnier de guerre dans le Mississippi.
En tant que prisonnier de guerre aux États-Unis, Hallstein ouvrit une « université de camp » où il organisa des cours de droit pour les prisonniers. Le Sunflower Project, un projet visant à ré-éduquer les prisonniers de guerre allemands, lui permit de participer à une « école administrative » à Fort Getty lors de laquelle les principes de la constitution des États-Unis étaient également enseignés. Hallstein resta prisonnier de guerre de juin 1944 à la mi-1945.

### Carrière universitaire d'après-guerre (1945-1950)
En novembre 1945, Hallstein revint en Allemagne où il milita pour la réouverture de l'université de Francfort. Refusant une offre de Ludwig Erhard pour devenir vice-ministre au sein du ministère bavarois de l'économie, il devint conférencier à l'université de Francfort le 1er février 1946 et, en avril, fut élu recteur. Il conserva cette fonction jusqu'en 1948. Il fut président de la conférence des recteurs du sud de l'Allemagne, qu'il fonda. De 1948 à 1949, il passa une année comme professeur associé à l'université de Georgetown à Washington,.
Hallstein co-fonda le comité national UNESCO et fut son premier président de 1949 à 1950,.

### Carrière diplomatique (1950-1957)

#### Affaires étrangères à la chancellerie (1950-1951)

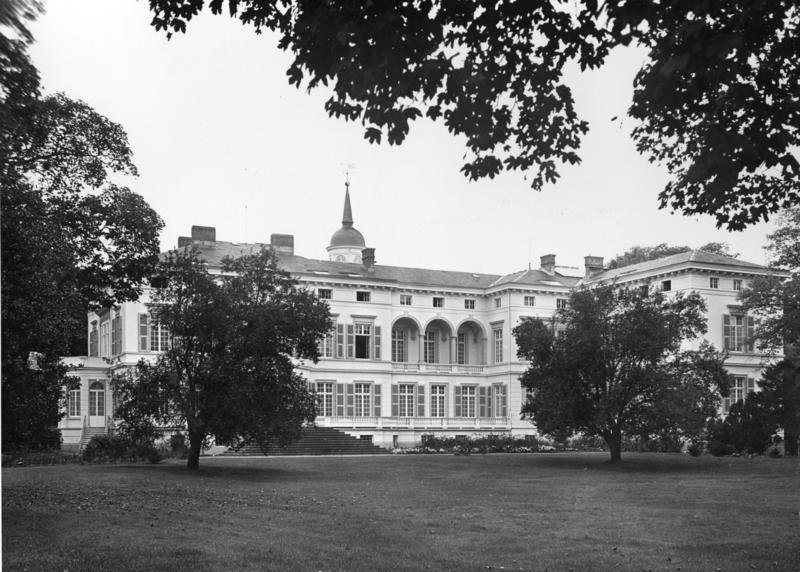
Le palais Schaumburg en 1950, alors siège de la chancellerie fédérale, où travaillait Hallstein avant que l'office des Affaires étrangères ne soit créé.

Au lendemain de la Seconde Guerre mondiale, un conflit qui avait causé une destruction massive et qui avait entraîné la division du continent par le rideau de fer, des appels furent lancés afin d'augmenter la coopération en Europe. Le ministre français des Affaires étrangères, Robert Schuman, mit en avant un plan, sur les propositions de Jean Monnet, pour établir une Communauté européenne du charbon et de l'acier (CECA) qui unifierait le contrôle de la production franco-allemande de charbon et d'acier et des discussions commencèrent à cette fin. L'Allemagne n'avait pas encore regagné sa souveraineté après sa défaite durant la Seconde Guerre mondiale, et était représentée à l'international par la Haute commission alliée. Il n'y avait donc pas de ministère des Affaires étrangères et, pendant un temps, celles-ci étaient gérées par la chancellerie fédérale.
Konrad Adenauer, alors chancelier, appela Hallstein à Bonn sur une suggestion de Wilhelm Röpke et, en juin 1950, il le nomma à la tête de la délégation allemande pour les négociations du plan Schuman à Paris qui allait mener à la création de la CECA. Jean Monnet, à la tête de la délégation française, et Hallstein négocièrent le plan Schuman, à la base de la CECA, dont le traité fondateur fut signé à Paris en 1951.
En août 1950, à la surprise générale, Hallstein prit la tête de l'office des Affaires étrangères au sein de la chancellerie fédérale. À cette époque, peu de choses étaient connues à propos d'Hallstein, à l'exception du fait qu'il n'avait pas été membre du parti Nazi et qu'il était en bon termes avec les officiels américains.

#### Secrétaire d'État aux Affaires étrangères (1951-1958)

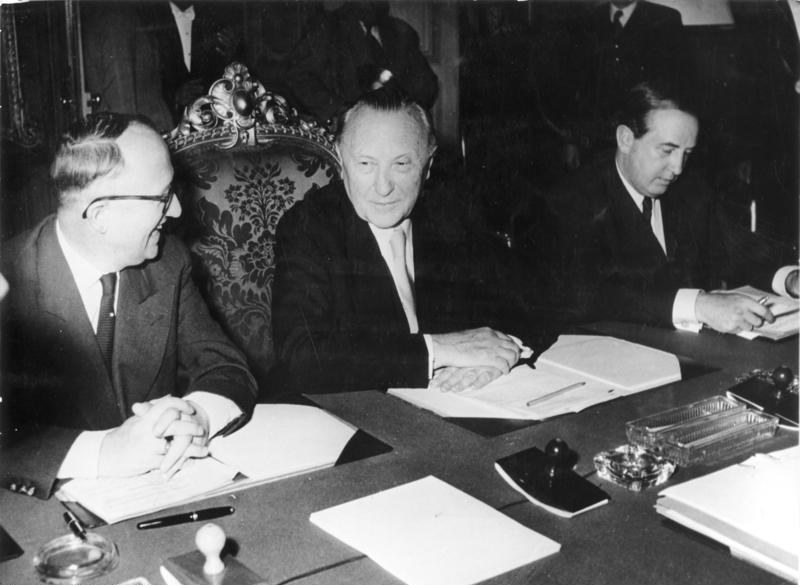
L'Allemagne de l'Ouest rejoint l'OTAN : Walter Hallstein (à gauche) avec Konrad Adenauer (au centre) et l'Ambassadeur Herbert Blankenhorn (à droite) à la conférence de l'OTAN à Paris en 1954.

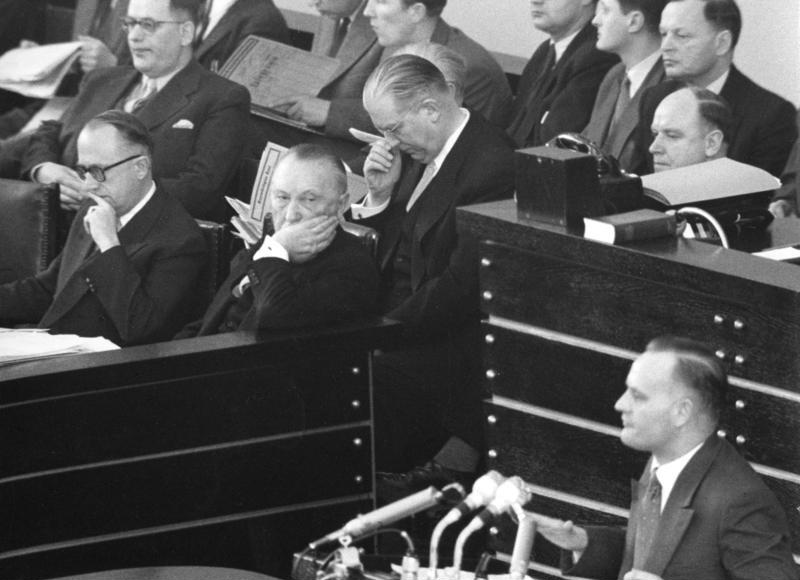
Seconde lecture des traités de Paris au Parlement ouest-allemand le 25 février 1955.

Après une modification du statut d'occupation, l'office des Affaires étrangères fut rétabli le 15 mars 1951. Toutefois, la fonction de ministre des Affaires étrangères fut occupée par Adenauer lui-même. Le 2 avril 1951, Hallstein devint le principal fonctionnaire du nouvel office des Affaires étrangères. Les affaires étrangères étaient menées par Adenauer lui-même avec un groupe de conseillers, dont Hallstein, Blankenhorn et d'autres. Par beaucoup d'aspects, Hallstein était le ministre des Affaires étrangères sans pour autant en avoir le titre. Cependant, le besoin d'avoir un ministre des Affaires étrangères distinct du chancelier se fit rapidement sentir. Adenauer aurait alors considéré Hallstein pour cette fonction, bien qu'il ne soit membre d'aucun parti politique.
Hallstein a joué un rôle important afin de promouvoir les objectifs ouest-allemands de regagner la souveraineté et de créer la Communauté européenne de défense (CED), dont l'Allemagne de l'Ouest serait membre. Les négociations résultèrent en la signature de deux accords internationaux :
- le 26 mai 1952 : le traité de Bonn qui fut signé par l'Allemagne de l'Ouest, les États-Unis, la France et le Royaume-Uni et qui, après ratification, rétablirait la souveraineté de la République fédérale d'Allemagne (de facto l'Allemagne de l'Ouest, sans pour autant inclure Berlin-Ouest, qui garda un statut spécial) ;
- le 27 mai 1952 : le traité de Paris signé par l'Allemagne de l'Ouest, la Belgique, les États-Unis, la France, l'Italie, le Luxembourg et les Pays-Bas et qui, après ratification, aurait établi la Communauté européenne de défense[45],[46].

Toutefois, le traité de Paris instituant la CED n'a pas été approuvé par le Parlement français. Afin de pallier cet échec, une solution impliquant l'Union de l'Europe occidentale (UEO) fut accepté, et l'Allemagne de l'Ouest devint membre de l'OTAN. Les efforts visant à résoudre cette question ont culminé en 1954 lors de deux conférences à Londres et Paris. L'Allemagne était représentée par Adenauer, le chancelier allemand, et les principaux fonctionnaires de l'office des Affaires étrangères allemand, Hallstein, Blankenhorn et Grewe. Hallstein aida à la rédaction de plusieurs traités à la conférence des Neuf Puissances qui s'est déroulée à Londres du 23 septembre au 3 octobre 1954. Ceux-ci furent finalisés entre le 20 et le 23 octobre 1954 à Paris. Les conférences de Paris se sont subdivisées en une réunion des parties de la conférence des Neuf Puissances de Londres (20 octobre), une réunion des sept membres de l'UEO, une rencontre des Quatre Puissances pour mettre fin à l'occupation de l'Allemagne (21–22 octobre), et une rencontre des quatorze membres de l'OTAN pour approuver l'adhésion de l'Allemagne.
Après la ratification des accords de Paris le 5 mai 1955, le traité général (Deutschlandvertrag), qui rétablit la souveraineté (ouest-)allemande, entra en vigueur et la République fédérale d'Allemagne adhéra à l'OTAN.
Une fois que les principaux objectifs de la politique étrangère furent rapatriés en Allemagne, Hallstein rétablit le service diplomatique et réorganisa l'office des Affaires étrangères sur la base du rapport Maltzan, un rapport demandé par Hallstein le 26 juin 1952 et publié un mois plus tard par Vollrath von Maltzan, un ancien diplomate alors détaché du ministère de l'économie.
Il y eut des critiques liées au manque d'information et de consultation ainsi que de l'atmosphère de secret, résultant probablement de la méfiance d'Adenauer envers les anciens de l'office des Affaires étrangères, les vétérans de la Wilhelmstraße, et de sa volonté de donner les fonctions à des personnes de l'extérieur qui n'avaient pas été diplomates durant le régime nazi. Il y aurait des suppositions de déconnexion entre le haut de la hiérarchie, comprenant Adenauer et un petit groupe de proches conseillers dont Hallstein et Blankenhorn d'une part, et les chefs de divisions de l'office des Affaires étrangères et les missions diplomatiques d'autre part. Hallstein était également critiqué par la presse après le rejet de la Communauté européenne de défense par l'Assemblée nationale française alors que cela avait été prédit par la mission diplomatique allemande à Paris.
Le 6 juin 1955, Adenauer, qui avait jusqu'alors été chancelier et ministre des Affaires étrangères, nomma Heinrich von Brentano à cette dernière fonction et il y eut une réorganisation des responsabilités. Toutefois, Hallstein conserva la confiance d'Adenauer et continua d'assister aux réunions du cabinet. Herbert Blankenhorn, qui était jusqu'alors le chef du département politique de l'office des Affaires étrangères, devint le représentant permanent de l'Allemagne à l'OTAN à Paris ; Wilhelm Grewe prit sa place au département politique et devint le second d'Hallstein.
Hallstein fut également impliqué dans des discussions avec les Français au sujet du retour de la Sarre, une région riche en charbon, sous contrôle allemand. Le 23 octobre 1955 eut lieu le référendum qui permit de lancer les plans visant à la réintégration de la Sarre en RFA. L'intégration politique eut lieu avant le 1er janvier 1957 et l'intégration économique devait avoir lieu avant le 1er janvier 1960. En septembre 1956, Hallstein annonça que la France avait accepté de transférer le contrôle de la Sarre à l'Allemagne et, le 27 octobre 1956, le traité sur la Sarre fut signé.

##### Doctrine Hallstein
En 1955, l'Allemagne avait, dans une large mesure, récupéré sa souveraineté et intégra les organisations de défense occidentales : l'UEO et l'OTAN ; le processus d'intégration européenne avec l'établissement de la CECA ; et la question de la Sarre allait être réglée lors du référendum d'octobre 1955. Hallstein a joué un rôle majeur dans chacune de ces questions. Dès lors, les nouveaux enjeux de la politique étrangère allemande étaient la réunification allemande et la politique étrangère de l'Allemagne de l'Ouest vis-à-vis de ses voisins de l'est, dont l'Allemagne de l'Est. Impliqué dans l'intégration européenne, Hallstein délégua une partie de ce travail à Wilhelm Grewe. Cependant, en dépit de cela, la politique étrangère allemande devint associée à Hallstein.
En 1955, Hallstein et Grewe accompagnèrent Adenauer au sein d'une délégation à Moscou, où l'établissement de relations diplomatiques entre Bonn et Moscou fut accepté. C'est sur le vol retour depuis Moscou que la politique, qui deviendra plus tard connue sous le nom de doctrine Hallstein, fut élaborée, bien que l'office des Affaires étrangères eût déjà mis en œuvre certains éléments de cette politique. L'idée sur laquelle repose la doctrine Hallstein vint de son second, Wilhelm Grewe. La doctrine deviendra un des principaux éléments de la politique étrangère d'Allemagne de l'Ouest à partir de septembre 1955 jusqu'à la reconnaissance officielle de la République démocratique allemande en octobre 1969.
Sur la base de la Loi fondamentale, la constitution de facto de la RFA du fait de son caractère initialement transitoire, l'Allemagne de l'Ouest revendiqua le mandat exclusif pour représenter la totalité de l'Allemagne, dont l'Allemagne de l'Est communiste, qui était alors encore sous contrôle soviétique. L'un des premiers objectifs de la politique étrangère de RFA était d'isoler diplomatiquement l'Allemagne de l'Est. En 1958, des journalistes nommèrent cette politique la « doctrine Hallstein-Grewe », laquelle fut ensuite raccourcie en « doctrine Hallstein ». Grewe lui-même écrivit qu'il avait élaboré les lignes directrices de cette politique, qu'il considérait comme une option parmi d'autres, mais que les décisions étaient prises par le ministre des Affaires étrangères Brentano et le Chancelier, Adenauer. Dans tous les cas, le nom de « doctrine Hallstein » apparaît comme la mauvaise dénomination.
Aucun texte officiel de cette doctrine ne fut rendu public, mais la politique elle-même fut publiquement expliquée lors d'une interview à la radio par son principal architecte, Wilhelm Grewe. Adenauer a également expliqué les grandes lignes de cette politique dans une déclaration au parlement allemand le 22 septembre 1955. La politique signifiait également que le gouvernement ouest-allemand considérerait la reconnaissance ou le maintien de relations diplomatiques avec la RDA par un État tiers comme un acte inamical. La seule exception était l'Union soviétique car il s'agissait de l'une des quatre puissances responsables de l'Allemagne. La réponse à ce type d'acte inamical était la rupture des relations diplomatiques. Cet aspect n'était pas listé parmi les réponses automatiques de la doctrine, mais restait une ultima ratio.

##### Intégration européenne et les traités de Rome

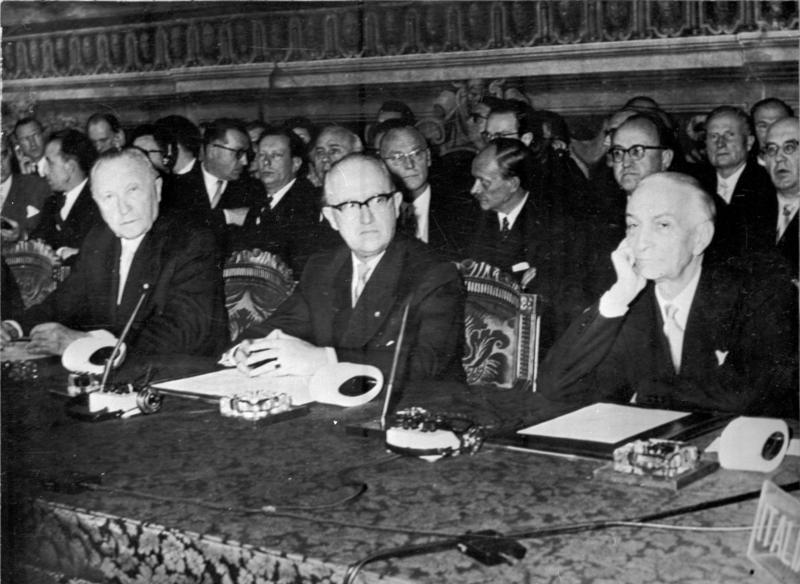
Konrad Adenauer, Walter Hallstein et Antonio Segni, signant l'union douanière européenne et l'Euratom en 1957 à Rome.

Les membres du gouvernement allemand avaient différentes positions sur l'intégration européenne. Hallstein et son équipe, à l'office des Affaires étrangères, défendaient une solution fédérale avec une forme d'« intégration constitutionnelle » basée sur la Communauté européenne du charbon et de l'acier avec une portée agrandie par étape afin d'ajouter de nouveaux secteurs, et avec une vraie représentation parlementaire de la population européenne. Hallstein affirmait que l'intégration institutionnelle était dans l'intérêt d'une industrie allemande forte à l'exportation. Ludwig Erhard et le ministère de l'économie considéraient eux qu'il fallait une intégration fonctionnelle plus souple et défendaient la coopération économique intergouvernementale. Erhard était opposé aux structures supranationales et considérait les propositions de l'office des Affaires étrangères sur une Europe fédérale comme méconnaissant les réalités économiques. Dans ce différend, Adenauer soutint finalement Hallstein mettant un terme au conflit acrimonieux et public entre Hallstein et Erhard.
En 1955, les ministres des Affaires étrangères de la Communauté européenne du charbon et de l'acier se sont réunis à la conférence de Messine, notamment pour nommer un nouveau membre de la Haute Autorité de la CECA et pour nommer son nouveau président et vice-président pour la période allant jusqu'au 10 février 1957. La conférence, qui s'est tenue du 1er au 3 juin 1955 dans la ville italienne de Messine conduira à la signature du traité de Rome en 1957. Peu avant la conférence, Adenauer avait abandonné son double poste en tant que ministre des Affaires étrangères et, puisque Brentano n'avait pas encore pris ses fonctions, Hallstein mena la délégation allemande. L'agenda comprenait également des discussions sur un programme d'action pour relancer l'intégration européenne après l'échec, en août 1954, de la Communauté politique européenne et la Communauté européenne de défense.
Le 6 septembre 1955, peu avant le voyage d'Adenauer pour Moscou, Hallstein, remplaçant Brentano, a assisté à la conférence de Noordwijk réunissant les ministres des Affaires étrangères afin d'évaluer les progrès du comité Spaak. Le 9 novembre 1955, Hallstein transmit ses résultats au gouvernement ouest-allemand, où les ministres de l'économie et de l'agriculture s'opposèrent aux plans visant à créer un marché commun à la place d'une zone de libre-échange. Le ministre de l'économie craignait qu'une union douanière signifiait la mise en place du protectionnisme tandis que le ministre de l'Agriculture craignait que les intérêts des agriculteurs allemands soient trahis. Franz Josef Strauß s'est également opposé à ce qu'il pensait être une discrimination envers les entreprises allemande dans l'accès à l'uranium. À nouveau, le chancelier Adenauer mit fin à la dispute entre les ministres en soutenant la vision d'Hallstein et de l'office des Affaires étrangères.
En juillet 1956, le Royaume-Uni fit des propositions pour l'Organisation de coopération et de développement économiques pour examiner les possibilités d'une zone de libre-échange pour les biens industriels. Les Français, principalement intéressés par l'Euratom, tentèrent de diviser le débat en deux sujets et proposèrent un traité de compromis selon lequel seuls les principes généraux du marché unique seraient acceptés, laissant les détails pour la suite mais l'Allemagne demanda que les négociations sur l'Euratom soient dépendantes du marché unique. À la conférence de Venise, le ministre français des Affaires étrangères Christian Pineau accepta des négociations intergouvernementales avec trois objectifs : une communauté économique serait établie en plusieurs étapes ; les tarifs douaniers seraient réduits de 30 % ; et les gouvernements nationaux ne devront pas être trop limités en matière de politique économique. Hallstein avertit contre l'acceptation des termes français, qui selon lui voudraient dire que les Français pousseraient pour une prise de décision rapide en faveur de l'Euratom et remettraient à plus tard les discussions sur le marché commun. Hallstein fut soutenu par les ministres des Affaires étrangères néerlandais et luxembourgeois, opposés à la France, et exigea une date limite fixe et un agenda pour l'établissement du marché commun. L'Assemblée nationale française approuva le début des négociations intergouvernementales en juillet 1956, après que le Premier ministre Guy Mollet eut donné des garanties que l'Euratom n'imposerait pas des restrictions sur le programme nucléaire français.
Une autre cause de désaccord fut l'inclusion de la France d'outre-mer dans les projets de marché commun. Erhard s'y opposa fortement, en partie car il craignait que la France ne cherche à impliquer les autres États membres dans ses responsabilités coloniales. L'office des Affaires étrangères partageait cette crainte jusqu'à un certain point mais Hallstein et Carstens étaient prêts à accepter les conditions françaises, espérant que cela permettrait d'obtenir le soutien de l'Assemblée nationale française. Hallstein accepta aussi l'argument de son homologue français, Maurice Faure, selon lequel cela serait bénéfique pour l'Allemagne. Hallstein aida à obtenir un accord selon lequel les importations et exportations des territoires d'outre-mer seraient considérées comme des produits de la métropole et que les investissements privés et les branches des compagnies des autres États membres y seraient autorisés. Il ouvrit de ce fait le marché de l'outre-mer aux exportations allemandes. Hallstein répondit à cela lors de deux conférences avec les ministres des Affaires étrangères, la première les 26 et 27 janvier 1957 et l'autre le 4 février.
Le 25 mars 1957, l'Allemagne de l'Ouest, la Belgique, la France, l'Italie, le Luxembourg et les Pays-Bas signèrent les traités de Rome instituant la CEE et l'Euratom. Le ministre des Affaires étrangères, Brentano, avait délégué des négociations à Hallstein, donc la signature des traités représentait un succès majeur pour Hallstein. C'est également Hallstein qui présenta ces traités au Bundestag le 21 mars 1957, avant leur signature le 25 mars 1957.

##### Choix du président de la Commission
Des suggestions avaient été faites selon lesquelles Hallstein deviendrait président de la Cour de justice mais il fut par la suite mis en avant comme candidat allemand pour la présidence de la Commission européenne, bien que le ministre de l'économie belge Jean Rey et le ministre de l'agriculture néerlandais Sicco Mansholt fussent considérés comme les candidats les plus susceptibles d'accéder à cette fonction. La conférence des ministres des Affaires étrangères du 20 décembre 1957 ne parvint pas à prendre de décision, par conséquent, à l'entrée en vigueur des traités le 1er janvier 1958, la fonction n'avait pas encore été attribuée. À la conférence des ministres des Affaires étrangères des 6 et 7 janvier 1958, Hallstein fut finalement choisi comme premier président de la Commission de la Communauté économique européenne. Le choix d'Hallstein à la tête d'une organisation internationale européenne majeure, une décennie après la fin de la Seconde Guerre mondiale, fut un succès important dans la réhabilitation de l'Allemagne.

### Présidence de la Commission de la Communauté économique européenne (1958-1967)
Il est ensuite le premier président de la Commission européenne de 1958 à 1967. En 1965, il présente le plan Hallstein dans lequel il préconise l'organisation d'une Europe fédérale. Ce projet suscite un veto immédiat de Charles de Gaulle à l'occasion du vote de la politique agricole commune (PAC) pour s'opposer à la modification des règles tendant à remplacer le vote à l'unanimité par le vote à la majorité qualifiée : première étape nécessaire à la mise en œuvre du plan Hallstein. Ce veto de la France entraînera la politique de la chaise vide et son remplacement par le Belge Jean Rey qui exercera la présidence de la Commission de 1967 à 1970. Le compromis de Luxembourg résulte de cette crise dans la construction européenne.

#### Mise en place de la Commission

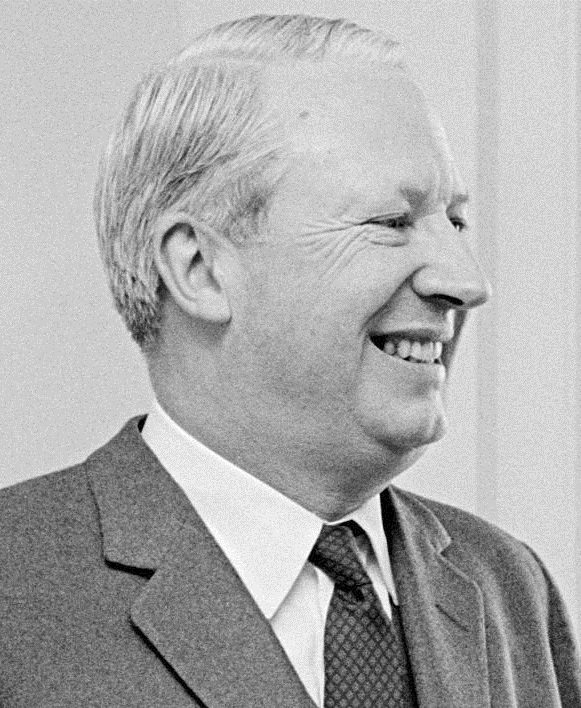
Edward Heath mena les négociations d'adhésion à la CEE.

En 1957, près d'une décennie après la fin de la Seconde Guerre mondiale, l'Allemand Walter Hallstein fut unanimement élu comme premier président de la Commission de la Communauté économique européenne (devenue depuis la Commission européenne) à Bruxelles. Il fut élu le 7 janvier 1958 et occupa cette fonction jusqu'en 1967.
La première commission Hallstein a organisé sa première réunion le 16 janvier 1958. Elle comprenait 9 membres (deux pour l'Allemagne, la France et l'Italie et un pour la Belgique, le Luxembourg et les Pays-Bas). En plus de mettre en place la pratique institutionnelle et d'organiser son fonctionnement, ses fonctions étaient de mettre en œuvre l'union douanière, les Quatre libertés, les règles de concurrence, la politique commerciale, des transports et agricole.
Bien que la vision d'Hallstein pour une Europe fédérale fut claire, le traité instituant la CEE laissait beaucoup de questions ouvertes. Ainsi, les opinions divergeaient sur l'efficacité d'un marché commun sans l'existence d'une politique économique ou encore sur l'élargissement de la Communauté – en particulier au sujet du Royaume-Uni – et si l'objectif final devait être une union politique dans le sens des « États-Unis d'Europe ».
Du fait des intérêts différents et des différentes traditions dans les États membres, les consensus étaient encore difficiles à trouver. Les désaccords qui avaient précédé la création des Communautés continuaient après son établissement et cela se refléta sur la Commission. Par exemple, la politique agricole commune (PAC), de nature protectionniste, était à la charge de Sicco Mansholt, le commissaire à l'agriculture, tandis que la politique étrangère commerciale, menée par le commissaire aux relations extérieures Jean Rey, était de tendance libérale.
Le Royaume-Uni s'était opposé dès le départ à la formation des Communautés, préférant une zone de libre-échange moins encadrée, et proposa par la suite une telle zone incluant la Communauté et les autres États européens. Le gouvernement – en particulier le ministre de l'économie Ludwig Erhard - et les industries allemandes souhaitaient que le Royaume-Uni fasse partie de l'Europe intégrée. À l'inverse, Hallstein s'opposa à l'idée d'une zone de libre-échange élargie à cette période, afin de permettre un important degré d'intégration entre un petit groupe de pays. Les discussions sur la possibilité d'établir une zone de libre-échange plus large, évitant la persistance d'une barrière tarifaire entre les membres de la CEE et les membres de l'Association européenne de libre-échange (AELE), continuèrent mais, au milieu des préparatifs pour les négociations, le gouvernement français, suivant les instructions de de Gaulle, se retira. Cette action unilatérale des Français en novembre 1958 mécontenta les autres membres de la CEE et mit fin aux négociations. Les hommes politiques allemands, dont Erhard, estimaient que Hallstein et sa Commission n'avaient pas assez fait pour soutenir la zone de libre-échange.
Les six États de la CEE décidèrent la mise en place d'une union douanière, c'est-à-dire la suppression des tarifs douaniers entre eux dans une période de 12 ans, et la mise en place, en parallèle, d'un tarif douanier commun entre eux et les États tiers. Sept des États européens exclus (l'Autriche, le Danemark, la Norvège, le Portugal, le Royaume-Uni, la Suède et la Suisse) répondirent par la création de l'AELE, qui mit également fin aux tarifs douaniers entre ses membres sans pour autant imposer la mise en place d'un tarif douanier commun. La convention établissant l'AELE fut signée en janvier 1960. Le 3 mars 1960, Hallstein annonça les projets visant à accélérer la mise en œuvre du marché commun, ce que des commentateurs perçurent comme une tentative de sabotage de la mise en place d'une zone de libre-échange entre l'AELE et la CEE. Ceci souleva l'opposition, non seulement des États de l'AELE, mais  aussi du ministre allemand de l'économie Erhard. Des commentateurs parlèrent ainsi du « zèle religieux » de Hallstein.
En 1961, le Premier ministre britannique Harold Macmillan abandonna finalement l'idée d'une large zone de libre-échange et le Royaume-Uni déposa une demande d'adhésion à la CEE. Edward Heath, alors lord du sceau privé du gouvernement Macmillan, mena les négociations de la première tentative d'adhésion britannique à la CEE. Hallstein, en tant que président de la Commission de la CEE, fut prudent, estimant que la demande britannique était prématurée. Parmi les hommes politiques britanniques, seul Heath établit des rapports avec Hallstein. Le journal Financial Times du 2 août 1961 écrivit que Hallstein était l'un des moins enthousiastes au sujet de l'adhésion britannique. À l'origine, les cercles du gouvernement britanniques estimaient qu'Hallstein partageait la position du gouvernement français et de de Gaulle, face au Royaume-Uni et aux cinq autres États membres de la CEE, et qu'il privilégiait la position protectionniste de la France. La presse britannique, notamment le Daily Express, était critique vis-à-vis d'Hallstein et de ce qu'il représentait.
C'est en 1961 que de Gaulle proposa le plan Fouchet, un plan pour une « union d’États » intergouvernementale, comme alternative aux Communautés européennes. Il obtint peu de soutien de la part des autres États européens et les négociations furent abandonnées le 17 avril 1962.
Alors qu'Hallstein avait une vision fédérale de l'Europe et percevait la Commission comme un organe quasi fédéral, la vision de de Gaulle était celle d'une confédération. Dès le début, Hallstein ne croyait pas que l'approche de de Gaulle quant à la coopération d’États-nations souverains serait capable de créer une Europe puissante qui pourrait jouer un rôle à part sur la scène internationale. De Gaulle envisageait un partage de souveraineté dans certains domaines, tels que la défense extérieure, l'harmonisation de la production industrielle, les affaires étrangères, la monnaie, l'exploitation des ressources dans les territoires d'outre-mer et le développement scientifique et culturel, mais dans le même temps il développait la force de frappe qu'il percevait comme une capacité de défense européenne indépendante des États-Unis. L'indépendance vis-à-vis des États-Unis était l'un des principaux objectifs de de Gaulle. Il était contre une intégration poussée de l'Europe dès lors qu'elle se faisait sous le chapiteau de l'intégration transatlantique.
En 1962, la commission Hallstein proposa un agenda et un programme pour la mise en place de l'union monétaire et économique. Hallstein les proposa au Conseil des Communautés européennes et au Parlement européen en octobre 1962.
La deuxième tentative de de Gaulle visant à établir une union politique en Europe, indépendante des États-Unis, fut le traité bilatéral franco-allemand sur la coopération politique. Le traité entre l'Allemagne et la France, signé le 22 janvier 1963, fut critiqué par les autres États membres comme étant incompatible avec les traités établissant l'OTAN et la CEE. Hallstein et les autres membres de la Commission émirent également des critiques vis-à-vis du traité et s'énervèrent à l'encontre de de Gaulle. Quand le traité fut ratifié par l'Allemagne de l'Ouest, le Bundestag ajouta unilatéralement un préambule dans lequel il rappelait son attachement aux liens transatlantiques, à l’élargissement des Communautés européennes existantes et à l'adhésion du Royaume-Uni. Puisque le Royaume-Uni avait fermement exprimé son opposition à une défense européenne autonome et indépendante des États-Unis d'Amérique, de Gaulle perçut le traité comme un échec.
De nouvelles tentatives de de Gaulle visant à renforcer la coopération militaire avec l'Allemagne, en excluant les États-Unis d'Amérique furent rejetées par Erhard (alors chancelier fédéral) et son ministre des affaires étrangères Gerhard Schröder. En 1963, de Gaulle apposa le veto français à la demande d'adhésion du Royaume-Uni, entraînant l'antagonisme des autres membres de la CEE.

#### Confrontation avec de Gaulle

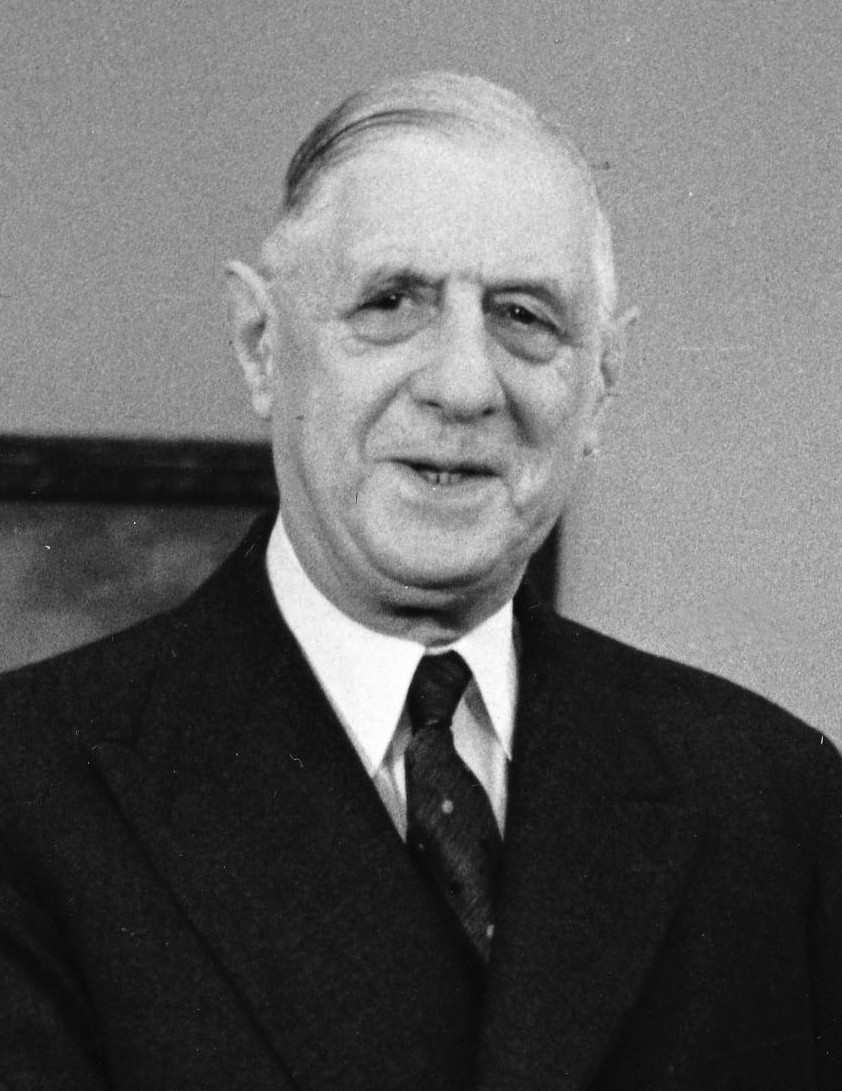
Walter Hallstein et le président français Charles de Gaulle s'opposèrent fortement, ce qui conduisit à la démission de Hallstein.

De Gaulle prit une position très prononcée au sujet de la politique agricole commune et, le 21 octobre 1964, le ministre français de l'information Alain Peyrefitte annonça que la France quitterait la CEE si le marché agricole européen n'était pas mis en œuvre au 15 décembre 1964. Le 1er décembre 1964, Erhard, alors à la tête du gouvernement allemand, annonça que l'Allemagne accepterait les exigences françaises pour un marché commun du blé et, le 15 décembre, le Conseil des ministres établit un prix commun du grain valable à partir du 1er juillet 1967 et demanda à la Commission de soumettre des propositions sur le financement de la politique agricole commune avant le 1er juillet 1965.
Les différences entre la France et la Commission – particulièrement entre de Gaulle et Hallstein – se réaffirmèrent quand la France occupa la présidence du Conseil, de janvier à juin 1965.
Le Conseil des ministres demanda à la Commission de soumettre ses propositions avant le 1er avril 1965 au sujet du financement de la politique agricole commune (PAC) à partir de juillet 1965. Cette proposition devait inclure son financement par levées directes plutôt que par des contributions nationales. Ceci entraînerait donc un transfert de revenu à la Communauté. Les ministres représentant d'autres pays, en particulier les Pays-Bas, indiquèrent que leurs Parlements nationaux n'approuveraient pas le transfert de revenus à la Communauté tant que les droits du Parlement européen ne seraient pas renforcés.
Le 20 janvier 1965, le Parlement européen adopta une résolution appelant les gouvernements à faire les premières avancées vers une Europe démocratique et fédérale. Hallstein soutenait cela. Hallstein reçut des indications selon lesquelles les autres pays partageaient son point de vue et décida de risquer une confrontation avec de Gaulle, interprétant les recommandations du Conseil dans un sens large, avec le soutien du commissaire à l'agriculture néerlandais Sicco Mansholt. La majorité des membres de la Commission soutenait Hallstein.
Le 24 mars 1965, Hallstein présenta les propositions de la Commission pour le financement de la PAC au Parlement européen. Il fut proposé que les tarifs douaniers collectés aux frontières de la CEE reviennent au budget communautaire et que la PAC soit mise en œuvre comme prévu à partir du 1er juillet 1967 – mais l'union douanière pour les produits industriels devrait également être mise en œuvre de la même façon, deux ans et demi avant la date prévue dans le traité de Rome. Les propositions auraient permis à la Communauté de développer ses propres ressources financières indépendamment des États membres et auraient donné plus de pouvoir budgétaire au Parlement européen. À partir du 1er janvier 1966, les votes au Conseil devaient être faits à la majorité simple, retirant ainsi la possibilité d'apposer un veto unique pour un pays. Le gouvernement français déclara qu'il ne pouvait accepter cela.
Comme la législation allait augmenter non seulement les pouvoirs de la Commission, mais aussi ceux du Parlement, Hallstein avait le soutien du Parlement, qui avait longtemps souhaité obtenir plus de pouvoirs. Avant que la proposition ne soit présentée au Conseil, elle devint publique, et Hallstein les présenta au Parlement européen le 24 mars, une semaine avant de les présenter au Conseil. Quand Hallstein mit en avant ses propositions, le Conseil était déjà inquiet. La France rejeta l'idée d'augmenter les pouvoirs du Parlement européen et d'accorder des revenus propres à la Communauté, insistant toutefois sur le fait que ce qui avait été accepté au niveau du Conseil au sujet du financement de la PAC devait entrer en vigueur le 30 juin 1965. Il accusa Hallstein d'agir comme s'il était un chef d'État. La France souhaitait protéger la PAC car, dans un système majoritaire, elle serait mise en cause par les autres membres.
Après des discussions entre l'Allemagne et la France, un compromis fut atteint, retardant la mise en œuvre des levées agricoles jusqu'en 1970, mais, à une réunion du Conseil le 28 juin, le ministre néerlandais des Affaires étrangères Joseph Luns, et son homologue italien, Amintore Fanfani, insistèrent sur le fait que toutes les propositions de la Commission soient discutées en paquet. Les diplomates allemands soutenaient cette proposition, et le Bundestag adopta une résolution déclarant que les propositions de la Commission n'allaient pas assez loin. L'Allemagne ne voulait pas donner son accord aux plans de financement agricole sans obtenir des assurances sur le fait que la France n'allait pas menacer la réduction générale des tarifs douaniers du Kennedy Round.
Le comité des représentants permanents produisit un rapport recommandant un compromis dans lequel les levées agricoles et les tarifs douaniers seraient utilisés pour permettre à la Communauté d'atteindre ses buts sans pour autant centraliser le processus. Cependant, Hallstein refusa cet accord, et suggéra de suspendre le processus tant que la question n'était pas réglée. Sous la pression de Couve de Murville, qui exerçait alors la présidence du Conseil pour la France, Hallstein accepta finalement, le 30 juin 1965, de mettre en avant ce compromis. Le même jour, toutefois, après avoir consulté de Gaulle, Couve de Murville annonça qu'aucun accord n'avait été atteint durant le délai et que les négociations avaient failli. La présidence française prit fin le 30 juin 1965.

##### Crise de la chaise vide
Quelques jours plus tard, suivant les instructions de de Gaulle, la France cessa de participer aux réunions du Conseil des ministres et du Comité des représentants permanents dès lors que de nouvelles décisions étaient sur l'agenda. La participation de la France à plusieurs groupes de travail cessa également et le représentant permanent de la France auprès de l'Union, Jean-Marc Boegner fut rappelé avec 18 hauts-fonctionnaires et diplomates,.
Afin de résoudre cette situation, Hallstein, suivi par Robert Marjolin, le vice-président de la Commission (français), élabora un nouveau plan continuant l'arrangement provisoire des finances agricoles jusqu'au 1er janvier 1970. La proposition fut présentée au Conseil le 22 juin 1965.
De Gaulle resta dans la confrontation envers Hallstein et ce qu'il qualifiait de « technocratie » bruxelloise. En septembre 1965, il déclara publiquement son opposition au vote à la majorité et au rôle politique de la Commission. Puisqu'un changement au traité nécessitait l'unanimité, il y eut une impasse, car aucune disposition du traité ne prenait en compte la possibilité de boycotter le fonctionnement de la Communauté. Au moins aux yeux d'Hallstein, il s'agissait d'une infraction aux obligations du traité et il n'était pas préparé pour un tel scénario.
Le 20 octobre 1965, Couve de Murville, à l'Assemblée nationale, poussa pour une révision des traités. Ceci fut rejeté par les cinq autres États membres. Lors d'une réunion du Conseil des 25 et 26 octobre, ils adoptèrent une résolution déclarant qu'une solution « doit être trouvée dans les dispositions existantes des traités »,. En guise de compromis, toutefois, ils maintinrent la possibilité d'une réunion extraordinaire du Conseil pour discuter de « la situation générale des Communautés » – sans toutefois inviter la Commission.
Après les élections présidentielles françaises des 5 novembre et 19 décembre 1965, de Gaulle accepta l'offre. Durant ces négociations des 17 et 18 janvier 1966, le ministre français des affaires étrangères, Couve de Murville, abandonna la plus importante des exigences françaises.
En janvier 1966, les six ministres des affaires étrangères s'accordèrent pour suggérer à la Commission que les représentants permanents des ministres devaient être consultés avant toute proposition importante. De même, de telles propositions ne devaient pas être publiées avant qu'elle ne soient discutées au Conseil des ministres. Les cinq autres États prirent note – sans toutefois l'accepter officiellement – de l'opinion de la délégation française selon laquelle, pour des questions d'intérêt national, les discussions doivent durer jusqu'à ce qu'un accord unanime soit trouvé.
Ceci prit le nom de compromis de Luxembourg. L'intérêt national qui pouvait être invoqué n'était toutefois pas précisé et la façon de résoudre les différends non plus. Par conséquent, les décisions à la majorité furent évitées et il devint un veto de facto (puisque l'unanimité était nécessaire), jusqu'à ce qu'il fut aboli par l'Acte unique européen. Des concessions furent également faites aux sensibilités françaises, par exemple, les diplomates ne devaient plus seulement présenter leur lettre de créance à Hallstein seul, mais de manière conjointe aux présidents de la Commission et du Conseil.
Quand la « crise de la chaise vide » prit fin, elle avait duré environ sept mois (du 30 juin 1965 au 29 janvier 1966). Quand le ministre français des affaires étrangères, Couve de Murville, retourna à la table des négociations, après la date prévue de fin de mandat de Hallstein en janvier 1966, il insista pour que Hallstein parte et qu'une autre personne prenne sa place à la tête de la Commission, qui serait, à l'avenir partagée par les trois Communautés.
Puisqu'il n'y eut pas d'accord pour remplacer Hallstein quand son mandat prit fin le 8 janvier 1966, il resta en fonction afin d'expédier les affaires courantes (sur la base de l'article 159 du traité CEE). Cela impliquait également que la fusion des trois Communautés, qui aurait dû avoir lieu le 1er janvier 1966, fut repoussée,.
Au regard de sa confrontation avec de Gaulle, il y eut une proposition pour qu'Hallstein soit nommé pour un mandat prolongé de six mois. Le chancelier allemand Kurt Georg Kiesinger accepta ce compromis, mais Hallstein considérait qu'il s'agissait d'une infraction au traité et, le 5 mai 1967, il demanda à ne pas être reconduit.
De cette façon, les gouvernements nationaux avaient refusé d'accepter la transformation de la Commission en un exécutif européen.

##### Raisons de la confrontation avec de Gaulle
De Gaulle reconnaissait les services d'Hallstein à l'idée européenne, mais les attribuait davantage au patriotisme allemand servant les intérêts de l'Allemagne afin qu'elle retrouve le respect et un statut en Europe. De Gaulle n'appréciait pas le statut que Hallstein, pour lui un simple technocrate, se voyait accordé par des États étrangers,. Hallstein, de son côté, était attentif à ce que, lorsqu'il représentait la Commission, il se voie attribuer le statut normalement réservé au chef d’État,. De Gaulle se plaignait du fait que, selon lui, la Commission usurpait le rôle politique réservé aux gouvernements et qu'Hallstein usurpait le rôle réservé aux chefs de gouvernement ou aux chefs d’État. Il attaqua Hallstein personnellement, déclarant qu'il essayait de transformer la CEE en un super-État, avec Bruxelles comme capitale, tandis que lui essayait de défendre la démocratie française contre un « aréopage technocratique, apatride et irresponsable »,. Dans ses Mémoires d'espoir, de Gaulle décrivit Hallstein en ces termes :

« Il épouse ardemment la thèse du super-État et emploie toute son habile activité à obtenir que la Communauté en prenne le caractère et la figure. De Bruxelles, où il réside, il a fait comme sa capitale. Il est là, revêtu des aspects de la souveraineté, dirigeant ses collègues entre lesquels il répartit les attributions, disposant de plusieurs milliers de fonctionnaires qui sont nommés, affectés, promus, rétribués, en vertu de ses décisions, recevant les lettres de créance d'ambassadeurs étrangers, prétendant aux grands honneurs lors de ses visites officielles, soucieux, d'ailleurs, de faire progresser l'assemblage des Six dont il croit que la force des choses fera ce qu'il imagine. »

— De Gaulle, Mémoires d’espoir.
D'après Der Spiegel, les plaintes de de Gaulle concernaient :
- le fait que Hallstein était fréquemment reçu par les présidents américains, bien que la Commission n'eût alors pas de mandat explicite en matière de relations extérieures ;
- le fait que Hallstein revendiquait un rôle de « Premier ministre européen »,
- le rang d'ambassadeur détenu par les représentants des 65 États accrédités auprès de la Commission européenne,
- la présentation des lettres de créance des ambassadeurs (représentant permanent) à Hallstein,
- la participation de l'équipe de la Commission au Kennedy Round à Genève, aux négociations avec l'AELE et aux négociations avec les États non-européens, en particulier latino-américain.

Le rôle politique de la Commission, Hallstein déclara dans un entretien au Der Spiegel :

« En principe, nous n'avons pas de compétences politiques … parce qu'il n'y a rien de cette nature dans le traité de Rome. Mais nous avons une responsabilité politique parce que nous sommes une entreprise politique – pas économique. Le marché commun a pour but d'unifier politiquement l'Europe. »

— Spiegel - 14 juillet 1965
La question soulevée par la crise de la chaise vide était celle du financement de la politique agricole commune, qui était un intérêt critique pour la France : en effet, de 1962 à 1964, la France reçut 46 millions de dollars américains de fonds agricoles, soit 85 % des revenus dans ce secteur.
Le conflit entre Hallstein et de Gaulle démontrait un conflit entre deux visions de l'Europe. Ces différences incluent notamment :
- le débat sur l'adhésion du Royaume-Uni,
- le financement de la politique agricole commune,
- les compétences du Parlement européen, particulièrement concernant le budget,
- la question du vote à la majorité au sein du Conseil des ministres.

Sur la plupart de ces questions, de Gaulle voyait Hallstein comme un opposant. La réponse de Hallstein aux attaques de de Gaulle était également agressive, comparant les actions de de Gaulle à celles d'Hitler.

### Retour en politique nationale et retrait de la vie publique (1967-1982)

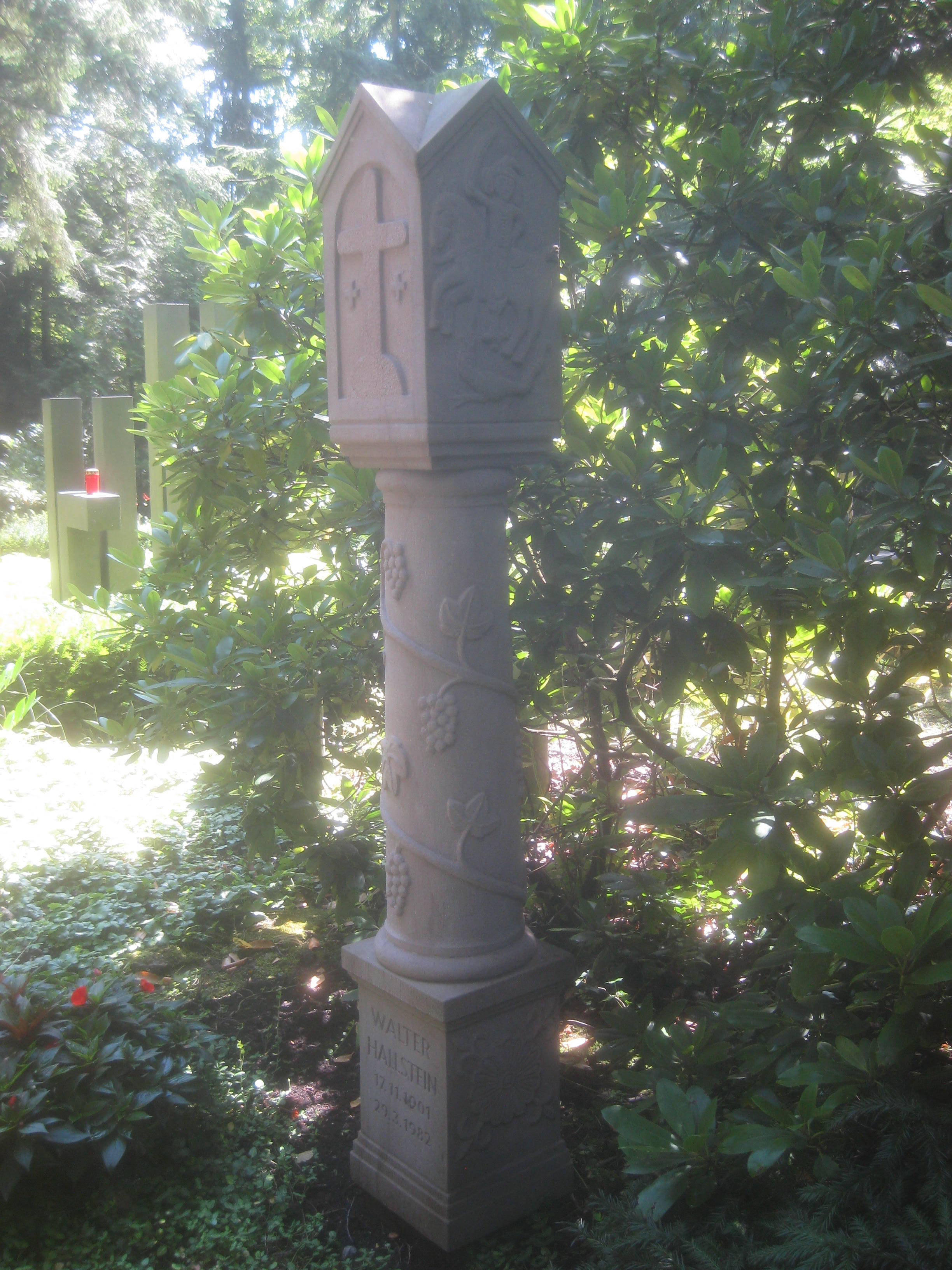
Tombe de Walter Hallstein au cimetière Waldfriedhof de Stuttgart.

Hallstein quitta la Commission à la fin de 1967, à l'âge de 66 ans.
Le 20 janvier 1968, Hallstein fut élu président du Mouvement européen, une organisation privée créée en 1948 comme organisation parapluie de diverses organisations européennes en faveur de l'intégration européenne, où il continua à promouvoir sa vision d'États-Unis d'Europe. Hallstein tint son poste jusqu'en 1974, date à laquelle il ne se présenta pas à sa réélection. Il fut suivi par Jean Rey, qui lui avait précédemment succédé à la présidence de la Commission,.
Lors des élections fédérales de 1969, Helmut Kohl, le ministre-président et chef de la CDU du Land de Rhénanie-Palatinat offrit à Hallstein l'opportunité de se présenter directement comme candidat dans la circonscription électorale Neuwied dans la région du Westerwald et d'être également tête de liste en Rhénanie-Palatinat. À l'époque, la CDU dirigée par Kurt Georg Kiesinger était le parti au pouvoir. Au congrès « Euroforum 68 » de la CDU à Sarrebruck en janvier 1968, Hallstein fut accueilli comme prochain ministre des Affaires étrangères, si le parti gagnait les élections fédérales de 1969. Il proposa de s'opposer à de Gaulle et de contrer ses tentatives de dévaluer et d'affaiblir les Communautés européennes. Toutefois, le parti perdit les élections et Hallstein devint membre du Bundestag mais sans aucun gouvernement en fonction.
Comme le rapporta le Der Spiegel, Hallstein fut plus tard approché par Kohl comme candidat potentiel pour remplacer Heinrich Lübke à la présidence fédérale, mais cette tentative ne fut pas fructueuse. De 1969 à 1972, il fut membre du Bundestag, pour l'Union démocratique chrétienne (CDU), dans lequel il siégeait dans la commission sur les affaires étrangères et où il était l'un des porte-parole du parti pour les affaires européennes, aux côtés d'Erik Blumenfeld et Carl-Ludwig Wagner. Au sein du parti, il soutenait la Junge Union, l'organisation pour la jeunesse de la CDU. Hallstein avait peu de contact personnel avec sa circonscription, le travail étant principalement fait par son assistant Christian Franck. Aux prochaines élections de 1972, il ne fut pas réélu. Dans ses discours au Bundestag, il continuait d'exprimer sa vision de l'unité européenne. Il parlait en faveur des élections directes du Parlement européen en Allemagne.
Après avoir quitté le Bundestag en 1972 et la présidence du Mouvement européen en 1974, Hallstein se retira de la vie politique active mais continua à écrire et à donner des conférences. Il déménagea de sa maison de campagne à Westerwald à Stuttgart, et continua son travail d'auteur.
Hallstein tomba malade au début de 1980 et mourut à Stuttgart le 29 mars 1982 à l'âge de 80 ans. Il fut enterré, après une cérémonie d'État le 2 avril 1982 au cimetière Waldfriedhof de Stuttgart.
Hallstein est resté célibataire toute sa vie.

## Visions de l'Europe
Les idées centrales d'Hallstein sur l'Europe étaient sa vision d'une Europe fédérale. Il qualifiait l'intégration européenne d'« entreprise révolutionnaire » qui aurait pris du temps. D'après son analyse de la situation, l'intégration européenne était favorisée par les menaces extérieures du bloc soviétique et les menaces internes d'un conflit entre les États d'Europe centrale et de l'Ouest ainsi que la fragilité économique et politique des démocraties européennes. Hallstein et son équipe à l'Office des affaires étrangères souhaitaient un cadre constitutionnel de type fédéral – une conception supranationale qui était critiquée par l'école de pensée proche de Ludwig Erhard, ministre de l'Économie, qui défendait une coopération économique intergouvernementale basée sur le libre-échange.
Hallstein s'est exprimé tôt en faveur de la Communauté européenne de défense, qui n'a jamais vu le jour, et l'intégration de l'Allemagne de l'Ouest dans l'Occident, qu'il percevait comme la solution nécessaire aux autres problèmes, dont la réunification allemande.
Dans un discours de 1953, donné à Londres, Hallstein distingue trois dimensions à l'intégration européenne :
- l’intensité exprimée par le degré avec lequel les États membres transfèrent une partie de leur souveraineté individuelle pour créer une communauté supranationale,
- l’étendue exprimée par la taille de la Communauté, c'est-à-dire le nombre d’États membres,
- le temps exprimé par l'ordre et la vitesse vers l'intégration complète.

Il estimait qu'il y avait une sorte d'échange entre les différentes dimensions, par exemple : plus le nombre de membres était élevé, moins l'intégration serait possible à une période donnée[pas clair]. Son modèle incluait la coexistence de différentes organisations européennes de différentes tailles et avec différents degrés d'intégration. De telles considérations étaient pertinentes pour le Royaume-Uni, qui soutenait les organisations intergouvernementales telles que le Conseil de l'Europe et portait un intérêt moindre pour les organisations supranationales telles que la Communauté européenne du charbon et de l'acier et le projet de Communauté européenne de défense.
Bien qu'Hallstein ait d'abord eu comme but l'intégration économique, il déclara que ce n'était pas une fin en soi, mais un moyen pour atteindre l'union politique qui « partagerait les fonctions appropriées des États membres »,. Le plan Schuman était une façon de permettre à l'Europe de devenir un partenaire égal aux États-Unis et non dépendant d'eux – et une façon de permettre à l'Allemagne de rejoindre une « communauté organisée de peuples libres ». Il envisagea un projet, une évolution graduelle impliquant un certain nombre de projets, s'unissant pour produire un tout cohérent. Au début, il parlait de l'« aspect dynamique des plans constitutifs » (dynamischer Aspekt der Teilpläne), mais il parla ensuite de « logique matérielle » (allemand : Sachlogik, « une force anonyme [qui] ne travaille qu'au travers de la volonté humaine... une logique interne, qui est plus forte que le diktat capricieux des politiciens ». Ceci impliquait la mise en place d'une situation où le but désiré serait atteint car les peuples, confrontés à un problème futur et aux choix qui en découlent, choisiraient naturellement la voix désirée – pas automatiquement, mais parce que la logique inhérente de la situation favoriserait le choix en question. Par exemple, la mise en place d'un tarif douanier commun entraînerait naturellement le besoin d'une politique commerciale commune, de la libre circulation des personnes, des services et du capital qui tendrait à une infrastructure commune, dont une politique fiscale commune, une politique budgétaire commune et une monnaie commune.
Le plan Schuman était la première étape, appliquée dans le champ de l'économie ; l'étape suivante devait être la défense, qui rendrait nécessaire l'intégration dans des domaines liés aux relations industrielles, à la politique sociale, à la politique énergétique et aux affaires étrangères.
Hallstein soutenait une Europe basée sur le principe de l'État de droit (c'est-à-dire que le droit est en position de force),. Son concept d'union européenne était celui d'une communauté basée sur la démocratie et l'État de droit – pas une fédération (car il ne s'agissait alors pas d'un État, et la pensée fédéraliste n'était pas encore associée à une forme de structure organisationnelle (et donc, indépendante du concept d’État), ni une confédération.
En tant qu'avocat et expert en droit international, Hallstein avait une importante connaissance juridique,. Son modèle d'Europe fédérale empruntait des éléments aux structures fédérales allemande, américaine et suisse. Hallstein écrivit plus tard que l'expérience de l'Allemagne nazie l'avait conduit à se méfier non seulement de l'idée de souveraineté nationale absolue et inaliénable, mais aussi de la vision britannique d'un équilibre européen des pouvoirs. À la suite de son expérience en tant que prisonnier de guerre aux États-Unis Hallstein développa un certain intérêt pour la constitution des États-Unis et l'histoire américaine entre l'indépendance en 1776 et la ratification de la constitution en 1788, quand les États-Unis étaient une confédération d'États. Les problèmes que les États-Unis rencontrèrent étaient, selon lui, partiellement dus au fait que les États défendaient leur souveraineté. Il rejeta le concept d'État-nation unitaire préféré par les Français, en faveur d'une solution fédérale, et conclut que l'Europe devait suivre une voix similaire à celle des Américains vers une solution fédérale. Cependant, il espérait maintenir la diversité de l'Europe et s'opposait au fait que l'Europe devienne un « melting pot ».

## Réception et hommages

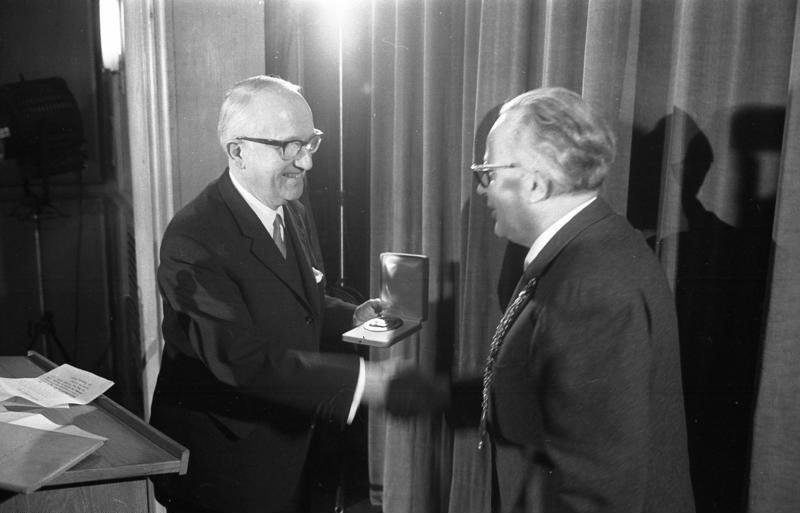
Recevant le Prix Robert Schuman pour l'unité européenne à Bonn en février 1969.

Les personnes qui connaissaient Hallstein notent son intellect, sa maîtrise excellente de la langue et sa fiabilité,,. Mais il était aussi perçu comme froid, inapprochable, trop intellectuel, respecté plutôt qu'aimé. Edward Heath aurait dit de lui : « Il n'est qu'un cerveau »,. Il était aussi décrit comme ayant un sens aigu du devoir : Franz Josef Strauß l'appelle l'un des derniers Prussiens. 
Walter Hallstein a reçu dix-huit doctorats d'honneur au cours de sa vie : neuf de la part d'universités européennes et neuf de la part d'universités américaines,.
Il reçoit de nombreuses décorations et prix
En 1997, l'Institut Walter Hallstein de droit constitutionnel européen de l'université Humboldt de Berlin fut nommé en son honneur.

## Publications et travaux
Le nombre total de publications d'Hallstein dépasse les 365.
Le principal ouvrage d'Hallstein est Der unvollendeter Bundesstaat (« La fédération inachevée »), qui fut publié pour la première fois en 1969 :
- Walter Hallstein, Der unvollendete Bundesstaat. Europäische Erfahrungen und Erkenntnisse, Dusseldorf, Econ, 1969 (ISBN 978-3-430-13897-0)

Ce livre peut être considéré comme le testament politique d'Hallstein.
La deuxième édition allemande de cet ouvrage fut simplement Die Europäische Gemeinschaft (« La Communauté européenne ») :
- Walter Hallstein, Die europäische Gemeinschaft, Dusseldorf, Econ, 1973, 421 p. (ISBN 978-3-430-13898-7)

En 1970, la version française fut publiée avec un titre quasi similaire à la première version allemande (« L'Europe inachevée ») :
- Walter Hallstein (trad. Pierre Degon), L'Europe inachevée, Robert Laffont, 1970 (OCLC 299531859)

En 1972, une version fut publiée en anglais avec le titre Europe in the Making (« L'Europe en construction ») :
- Walter Hallstein (trad. Charles Roetter), Europe in the Making, George Allen & Unwin, 1972, 341 p. (ISBN 978-0-04-330215-6)

Il écrivit également un certain nombre d'ouvrages et d'articles académiques, et donna de nombreux discours. Certains de ces discours furent publiés dans un livre :
- Walter Hallstein, Europäische Reden, Stuttgart, Deutsche Verlags-Anstalt, 1979 (ISBN 978-3-421-01894-6)